# Coppa Latina 1990 (hockey su pista)
La Coppa Latina 1990 è stata la 12ª edizione dell'omonima competizione europea di hockey su pista riservata alle squadre nazionali. Il torneo ha avuto luogo dal 26 al 28 ottobre 1990.
La vittoria finale è andata alla nazionale dell'Italia che si è aggiudicata il torneo per la terza volta nella sua storia.

## Formula
La Coppa Latina 1990 vede la partecipazione delle nazionali della Francia, dell'Italia, del Portogallo e della Spagna. La manifestazione fu organizzata con un girone all'italiana, con gare di sola andata di 3 giornate: erano assegnati due punti per l'incontro vinto, un punto a testa per l'incontro pareggiato e zero la sconfitta. Al termine del torneo la squadra prima classificata venne proclamata vincitrice della coppa.

## Risultati
| Squadra    | Pt | G | V | N | P | GF | GS | DG  |
| ---------- | -- | - | - | - | - | -- | -- | --- |
| Italia     | 5  | 3 | 2 | 1 | 0 | 28 | 8  | +20 |
| Portogallo | 4  | 3 | 2 | 0 | 1 | 19 | 8  | +11 |
| Spagna     | 3  | 3 | 1 | 1 | 1 | 18 | 11 | +7  |
| Francia    | 0  | 3 | 0 | 0 | 3 | 8  | 46 | -38 |

| Anadia 26 ottobre 1990 | Francia | 3 – 21 | Italia |  |

| Anadia 26 ottobre 1990 | Portogallo | 4 – 3 | Spagna |  |

| Anadia 27 ottobre 1990 | Francia | 1 – 13 | Portogallo |  |

| Anadia 27 ottobre 1990 | Italia | 3 – 3 | Spagna |  |

| Anadia 28 ottobre 1990 | Francia | 4 – 12 | Spagna |  |

| Anadia 28 ottobre 1990 | Italia | 4 – 2 | Portogallo |  |